# Hoàng Anh Tuấn (huấn luyện viên bóng đá)
Hoàng Anh Tuấn sinh ngày 2 tháng 8 năm 1968 là một huấn luyện viên và cựu cầu thủ bóng đá người Việt Nam hiện đang dẫn dắt câu lạc bộ Becamex Bình Dương tại V.League 1. Thời còn thi đấu, ông chơi ở vị trí hậu vệ cho đội Khatoco Khánh Hòa.
Hoàng Anh Tuấn bắt đầu công tác huấn luyện tại Khatoco Khánh Hòa. Thành tích đáng chú ý nhất của ông trên băng ghế huấn luyện là đưa đội tuyển U-19 Việt Nam vào bán kết giải U-19 châu Á 2016 và giành vé tham dự vòng chung kết giải U-20 thế giới 2017. Tháng 5 năm 2017, ông là huấn luyện viên trưởng của đội U-20 Việt Nam tham dự giải U-20 thế giới tại Hàn Quốc. Đây cũng là lần đầu tiên một đội tuyển bóng đá sân 11 người của Việt Nam tham dự một giải đấu của FIFA.

## Sự nghiệp cầu thủ
Hoàng Anh Tuấn chơi cho đội bóng quê nhà Khánh Hòa, cùng thời với Nguyễn Hữu Đang, Đặng Đạo. Trong sự nghiệp cầu thủ ở Khánh Hòa, ông thường chơi ở cánh trái, cùng với Nguyễn Hữu Đang và Đặng Đạo hợp thành bộ ba, được xem như một nửa sức mạnh của đội bóng "phố biển".
Tuy vậy, ông bắt đầu sự nghiệp tại đội tuyển muộn hơn, khi ông Edson Tavares làm huấn luyện viên trưởng đội tuyển quốc gia năm 1995 và dẫn dắt cùng lúc hai đội tuyển Việt Nam 1 và Việt Nam 2 tham dự Cúp Độc lập. Khi đó, Hoàng Anh Tuấn dự giải trong thành phần đội tuyển Việt Nam 2. Tên tuổi ông ở đội tuyển không nổi bật và cũng vì thế mà ông cũng không được nhiều người chú ý.

## Sự nghiệp huấn luyện viên

### Khánh Hòa
Sau khi kết thúc sự nghiệp cầu thủ, ông tham gia vào công tác huấn luyện viên với tư cách trợ lý tại câu lạc bộ Khánh Hòa. Năm 2007, ông dẫn dắt đội bóng U-21 Khánh Hòa tham dự giải U-21 báo Thanh Niên và giành ngôi vô địch.
Tháng 8 năm 2007, ông được bổ nhiệm làm huấn luyện viên của Khánh Hòa, thay thế người tiền nhiệm Lê Hữu Tường. Lúc đó, Khánh Hòa đang xếp ở vị trí 12/14 tại V-League 2007 (vị trí phải đá play-off để trụ hạng). Trong 7 trận đấu cuối cùng của mùa giải đó, ông Tuấn đã giúp đội giành 4 trận thắng và 1 trận hòa, trong đó có những trận thắng các đội cạnh tranh trực tiếp vị trí trụ hạng. Kết quả, Khánh Hòa trụ hạng thành công và thậm chí có được vị trí trụ hạng sớm 1 vòng đấu trước khi mùa giải kết thúc.
Kể từ đó, ông được xem là người góp công lớn đưa đội bóng này thi đấu ổn định tại giải đấu cao nhất cấp câu lạc bộ của bóng đá Việt Nam. Câu lạc bộ Khánh Hòa dưới thời huấn luyện viên Hoàng Anh Tuấn luôn là đội bóng có khả năng thọc gậy bánh xe bất cứ đối thủ nào.
Kết thúc mùa giải V-League 2012, tuy Khánh Hòa thi đấu tốt nhưng nhà tài trợ Khatoco tuyên bố không tiếp tục duy trì đội bóng do không đủ kinh phí. Đội hình chuyên nghiệp bị giải thể, phần lớn cầu thủ và suất thi đấu ở V-League được chuyển giao cho Vicem Hải Phòng. Tháng 12 năm 2012, ông dẫn 13 cầu thủ trong đội hình chính thức trước đây ra Bắc để bàn giao cho Câu lạc bộ bóng đá Hải Phòng chuẩn bị tham dự V.League 2013.

### Trợ lý huấn luyện viên trưởng đội tuyển quốc gia
Kết thúc mùa giải V.League 2012, Hoàng Anh Tuấn được VFF mời làm trợ lý cho Phan Thanh Hùng ở đội tuyển quốc gia Việt Nam tại AFF Cup 2012. Tại giải đấu này, đội tuyển quốc gia thi đấu không thành công, hòa 1 trận, thua 2 trận và không vượt qua được vòng bảng.
Sau AFF Cup 2012, huấn luyện viên Phan Thanh Hùng từ chức, Tổng cục Thể dục Thể thao luôn tuýt còi VFF khi muốn tìm kiếm một huấn luyện viên ngoại thay thế cho ông Phan Thanh Hùng. Ông Tuấn được Liên đoàn bóng đá Việt Nam mời đàm phán để trở thành huấn luyện viên trưởng đội tuyển bóng đá quốc gia nam trong thời hạn 3 năm với mức lương 200 triệu đồng/tháng, và hai bên đã nhất trí về các điều khoản cơ bản của hợp đồng. Tuy nhiên, được cho là chịu sức ép lớn từ quan điểm của một số quan chức lãnh đạo của liên đoàn muốn chọn huấn luyện viên trưởng người nước ngoài cho đội tuyển bóng đá nam quốc gia, và ý kiến dư luận cho rằng mức lương được đề xuất quá cao, hợp đồng chính thức đã không được ký. VFF sau đó chọn Hoàng Văn Phúc làm huấn luyện viên trưởng đội tuyển quốc gia.

### Hải Phòng
Do nội bộ Liên đoàn bóng đá Việt Nam không đồng thuận về việc lựa chọn ông Hoàng Anh Tuấn là huấn luyện viên trưởng đội tuyển quốc gia sau AFF Cup 2012, ông Tuấn quyết định trở thành huấn luyện viên trưởng của Câu lạc bộ bóng đá Vicem Hải Phòng tại V.League 2013. Kết thúc mùa giải, Hải Phòng xếp thứ 6/12, tuy nhiên ông Tuấn bị xem là không hòa hợp được các cầu thủ từ đội Khánh Hòa cũ với các cầu thủ vốn có của câu lạc bộ Hải Phòng. Đồng thời, ông cũng được xem là có nhiều bất đồng với chủ tịch của câu lạc bộ về nhiều vấn đề liên quan đến việc chuyển nhượng cầu thủ, dùng cầu thủ gốc Hải Phòng, và chế độ cho cầu thủ trong đội. Đầu năm 2014, ông Tuấn bị cách chức huấn luyện viên trưởng và được đưa xuống làm huấn luyện viên đội bóng trẻ của Hải Phòng.

### Đội tuyển U-19 quốc gia
Năm 2015, ông được Liên đoàn bóng đá Việt Nam bổ nhiệm là huấn luyện viên trưởng đội tuyển bóng đá U-19 quốc gia. Tại Giải vô địch U-19 Đông Nam Á 2015, đội tuyển U-19 Việt Nam dưới sự dẫn dắt của ông đã vào đến trận chung kết sau khi đứng đầu vòng đấu bảng và thắng đội tuyển U-19 Lào tại bán kết, trước khi thất bại với tỷ số đậm 0–6 trước đội tuyển U-19 Thái Lan.
Tại giải U-19 Đông Nam Á 2016, đội U-19 Việt Nam với tư cách là chủ nhà khởi đầu với trận hòa không bàn thắng với đội U-19 Singapore. Mặc dù vậy, đội vẫn giành được chiến thắng trong các trận đấu bảng còn lại để đứng đầu bảng A. Tại bán kết, đội U-19 Việt Nam gặp U-19 Úc, đội đứng thứ hai của bảng B và trước đó đã thua Thái Lan với tỷ sổ 1–5, và rất chật vật mới vượt qua được những đối thủ yếu như Campuchia và Lào. Tuy vậy, U-19 Úc chơi lấn lướt và đánh bại U-19 Việt Nam với tỷ số 5–2, sau đó thắng tiếp Thái Lan để lên ngôi vô địch giải đấu. U-19 Việt Nam giành huy chương đồng sau khi thắng U-19 Đông Timor ở trận tranh hạng ba.
Tại Giải vô địch bóng đá U-19 châu Á 2016, ông Tuấn tiếp tục đưa đội tuyển U-19 Việt Nam đứng đầu vòng loại với thành tích toàn thắng. Tại vòng chung kết, đội tuyển U-19 Việt Nam đã gây bất ngờ khi đứng thứ hai trong bảng đấu có các đối thủ mạnh như Cộng hòa Dân chủ Nhân dân Triều Tiên (đương kim á quân), Iraq và UAE để lần đầu tiên vượt qua vòng đấu bảng và tiến vào tứ kết. Tại đây, U-19 Việt Nam tiếp tục gây sốc khi hạ đội chủ nhà Bahrain với tỷ số 1–0 để lọt vào vòng bán kết, đồng thời giành quyền tham dự Giải vô địch bóng đá U-20 thế giới 2017 tổ chức tại Hàn Quốc.
Sau thất bại của đội U-18 Việt Nam tại Giải vô địch bóng đá U-18 Đông Nam Á 2019 - giải đấu mà họ là chủ nhà, đặc biệt là trận thua 1–2 trước U-18 Campuchia vào ngày 15 tháng 8 năm 2019, Hoàng Anh Tuấn đã tuyên bố từ chức huấn luyện viên trưởng U-19.
Ngày 11 tháng 10 năm 2022, ông được VFF cử làm huấn luyện viên đội tuyển U-20 Việt Nam tham dự Cúp bóng đá U-20 châu Á 2023 tại Uzbekistan.

### Đội tuyển U-23 quốc gia
Hoàng Anh Tuấn được giao nhiệm vụ dẫn dắt đội tuyển U-23 Việt Nam tại giải U-23 Đông Nam Á và đội tuyển Olympic tại Đại hội Thể thao châu Á 2022 trong năm 2023. Ông đã cùng với đội tuyển U-23 bảo vệ thành công ngôi vô địch U-23 Đông Nam Á bằng chiến thắng trước Indonesia trong loạt sút luân lưu (hai đội hòa nhau 0–0 trong 120 phút). Nhưng tại giải đấu bóng đá nam của Đại hội Thể thao châu Á 2022, đội tuyển Olympic của ông lại không  có được thành công khi chỉ giành một chiến thắng trước Mông Cổ (4–2), còn lại là hai trận thua trước Iran (0–4) và Ả Rập Xê Út (1–3) và dừng bước ngay từ vòng bảng.
Sau khi huấn luyện viên người Pháp Philippe Troussier bị bãi nhiệm chức huấn luyện viên trưởng ở đội tuyển U-23 cũng như đội tuyển quốc gia, ông Tuấn được VFF lựa chọn để thay thế và dẫn dắt đội U-23 tham dự Cúp bóng đá U-23 châu Á sắp tới vào ngày 28 tháng 3 năm 2024. Sau giải đấu, ông quyết định chấm dứt hợp đồng với VFF.

### Becamex Bình Dương
Vào ngày 4 tháng 7 năm 2024, Hoàng Anh Tuấn được bổ nhiệm làm huấn luyện viên trưởng của câu lạc bộ Becamex Bình Dương.

## Đánh giá
Hoàng Anh Tuấn được xem là một trong những huấn luyện viên có nhiều bằng cấp nhất của Việt Nam. Ông là huấn luyện viên người Việt Nam duy nhất được Liên đoàn bóng đá Đức (DFB) chọn tham dự khóa học huấn luyện viên trình độ A (cấp cao nhất) trong hai tháng 8, 9 năm 2009 tại trường thể thao Hennef.
Trong giới huấn luyện viên, ông Tuấn là người có vốn ngoại ngữ khá tốt, nên thường được Liên đoàn bóng đá Việt Nam mời làm trợ lý huấn luyện viên cho các huấn luyện viên ngoại của đội tuyển quốc gia.